# ماهیچه پسواس کوچک
ماهیچهٔ پسواس کوچک یا سوئز مینور (به انگلیسی: Psoas minor) در دو طرف ستون مهره‌ها و در جلوی ماهیچه پسواس بزرگ قرار دارد. ترجمهٔ پسواس به مازویی نادرست است؛ چرا که مازو، مازه یا پشت‌مازه در فارسی به ستون مهره‌ها گفته می‌شود.
ماهیچهٔ پسواس کوچک از روی جسم مهره‌ای مهره‌های دوازدهم پشتی و پنجم کمر و دیسک بین این دو مهره شروع شده، به وسیلهٔ یک نوار نیامی (فاشیایی) پهن (کمان تهیگاهی‌شانه‌ای) روی حاشیهٔ قدامی «شاخ (راموس) فوقانی استخوان شرمگاهی» (پِکتِن پوبیس) و برجستگی تهیگاهی‌شانه‌ای در استخوان بی‌نام متصل می‌شود. این عضله در ۴۰٪ افراد وجود ندارد.
این ماهیچه خم‌کنندهٔ ضعیف ستون مهره‌های کمری است.

## نگارخانه

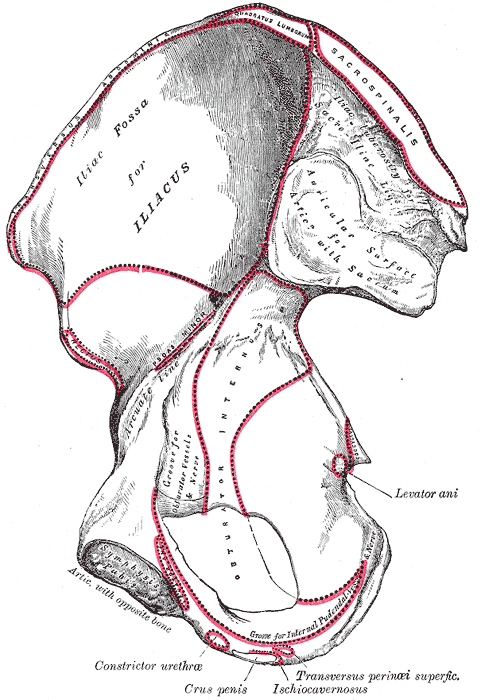
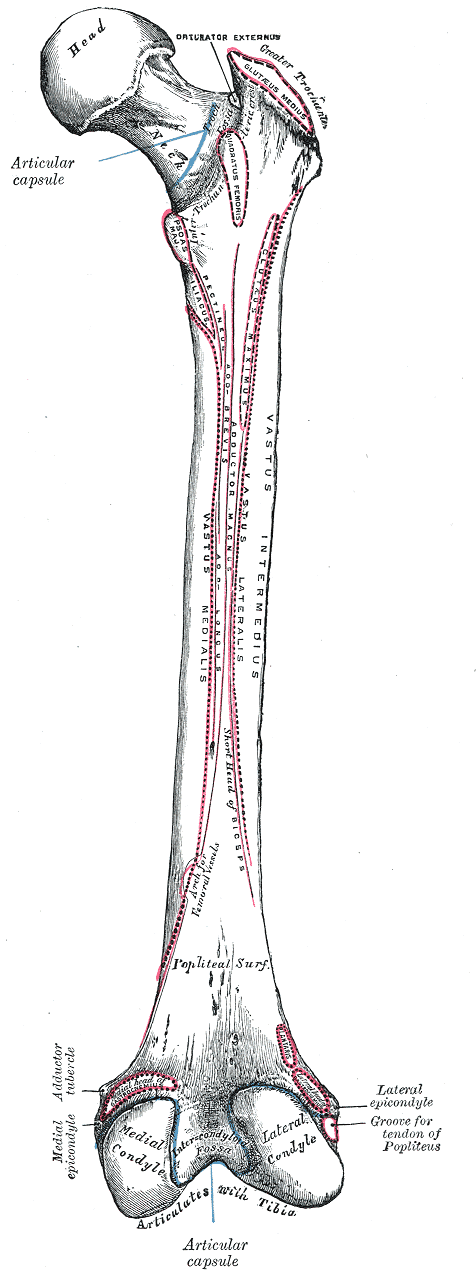
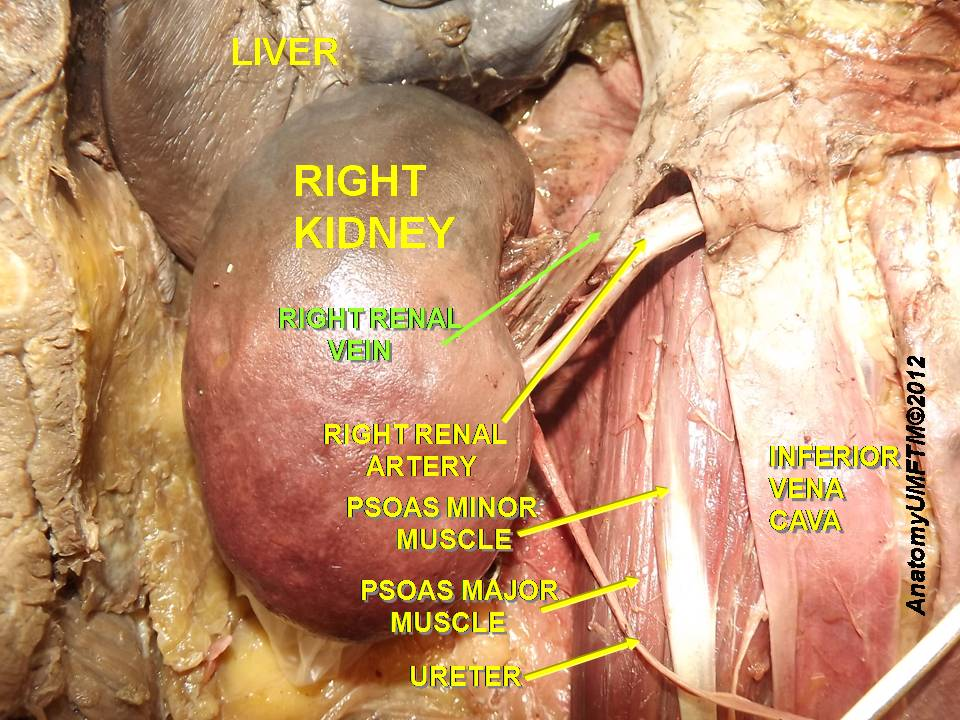
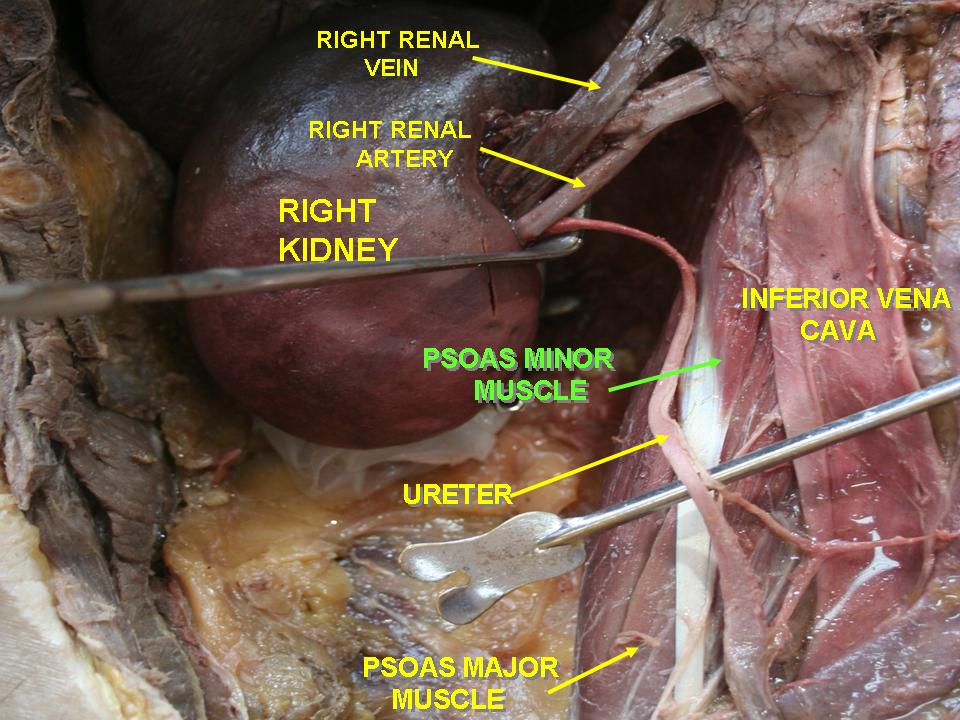
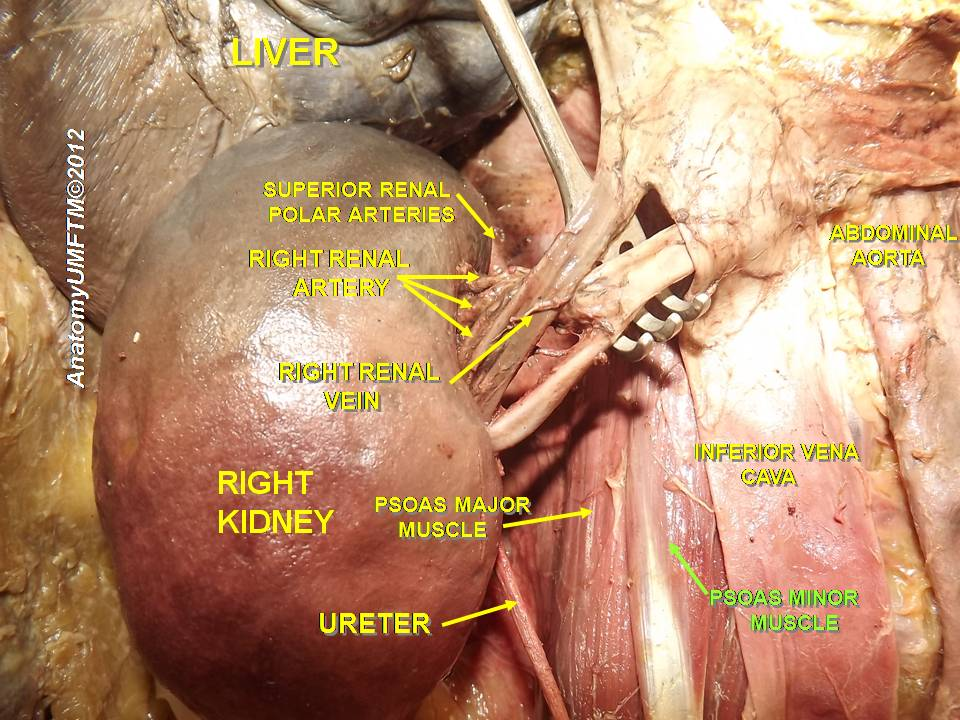